# Karl Reitz (Bratschist)
Karl Reitz (* 31. Januar 1887 in Köln; † 10. Februar 1943 in Berlin) war ein deutscher Bratschist und gilt als einer der renommiertesten Kammermusiker seiner Zeit.

## Leben und Wirken
Karl Ludwig Peter Reitz wurde als erstes Kind von Carl Reitz und Juliane Reitz, geb. Meister, aus der Koblenzer Kunsthandelsfamilie Meister (siehe auch Simon Meister), in Köln geboren. Von 1922 bis zu seinem Tod 1943 hatte er 21 Jahre die Position des Solo-Bratschers der Staatskapelle Berlin, damals Preußische Staatskapelle (Berliner Staatsoper), inne.
Kammermusikalisch prägte Reitz von 1919 bis 1921 das Busch-Quartett wesentlich mit. Die Freundschaft mit dem Bratschisten Emil Bohnke, der ebenfalls im Buch-Quartett mitwirkte, führte dazu, dass Reitz um 1920 einige Zeit mit seiner Familie bei dessen Schwiegervater Franz von Mendelssohn im Palais Mendelssohn in Berlin-Grunewald wohnte.
Anschließend gründete Reitz gemeinsam mit Rudolf Deman (1. Violine), Emil Kornsand (2. Violine) und Carl Dechert (Violoncello) das Deman-Streichquartett.
Im Bruinier-Quartett, benannt nach seinem Gründer und Primarius August Heinrich Bruinier, spielte Reitz als Nachfolger von Karla Höcker ab 1937 die Bratsche. Weitere Mitglieder waren zunächst Margarethe Schmidt-Laipa, später Fritz Wehmeyer (2. Geige) und am Violoncello Hans Chemin-Petit, gefolgt von Paul Blumenfeld sowie Carl Dechert. Nach Reitz’ Tod wurde das Bruinier-Quartett 1944 kriegsbedingt aufgelöst.

## Privates
Karl Reitz war in erster Ehe mit der Violinistin Henni Marie Reitz, geb. Kähler (1891–1973), in zweiter Ehe mit Hildegard Reitz, geb. Ehlers (1896–1989), verheiratet und hatte vier Kinder.
Über seinen Bruder Hans Walter Reitz (1888–1955), Vertreter der Stilrichtung Neues Bauen in Deutschland, lernte Reitz den Maler Albert Aereboe kennen. Um 1917 beauftragte er Aereboe, das Wohnzimmer in der Holtenauer Straße 59a in Kiel-Brunswick mit Wandmalereien und integrierten Gemälden, Aquarellen und Zeichnungen zu einem Interieur zu gestalten. Die Möbel wurden nach Entwürfen von Hans Walter Reitz gefertigt. Dieses Werk hat sich ebenso wenig erhalten wie die Villa in der Kranzallee 55 in Berlin-Westend, die Hans Walter Reitz später für seinen Bruder realisierte und die bei einem der Luftangriffe der Alliierten auf Berlin zerstört wurde.